# Liste von Ukulele-Orchestern
Die Liste von Ukulele-Orchestern führt bestehende und ehemalige Ukulele-Orchester und Ukulele-Ensembles auf. Die Liste erhebt keinen Anspruch auf Vollständigkeit. Gründe für die Aufnahme in die Liste können sein:
- vom Orchester bzw. Ensemble eingespielte und allgemein erhältliche Tonträgeraufnahmen,
- mehrfache Beteiligung an überregionalen Fernseh- oder Radiosendungen,
- die erfolgreiche Teilnahme an einem bedeutenden Wettbewerb,
- regelmäßige überregionale Auftritte,
- überdurchschnittlich viele regionale Auftritte oder
- regelmäßige Presseberichterstattung in überregionalen, renommierten Medien oder
- eine besondere historische Tradition.

## Liste

### Deutschland
Nachdem in Deutschland die Ukulele als Musikinstrument seit Ende der 1990er Jahre populär wurde, gründeten sich an verschiedenen Orten auch eine Reihe von Ukulele-Orchestern und Ukulele-Ensembles. Das Interesse an dem Instrument weckten unter anderem der deutsche Fernsehmoderator, Entertainer und Singer-Songwriter Stefan Raab mit seinen meist zur Ukulele vorgetragenen „Raabigrammen“ oder die über YouTube bekannt gewordene US-amerikanische Singer-Songwriterin Julia Nunes, aber auch der Erfolg und die Europa- bzw. Deutschland-Tourneen von zwei komödiantischen Ukulele-Gruppierungen aus Großbritannien – The Ukulele Orchestra of Great Britain und The United Kingdom Ukulele Orchestra (TUKUO). Zu den bekanntesten deutschen Ukulele-Orchestern und Ukulele-Ensembles gehören u. a.:

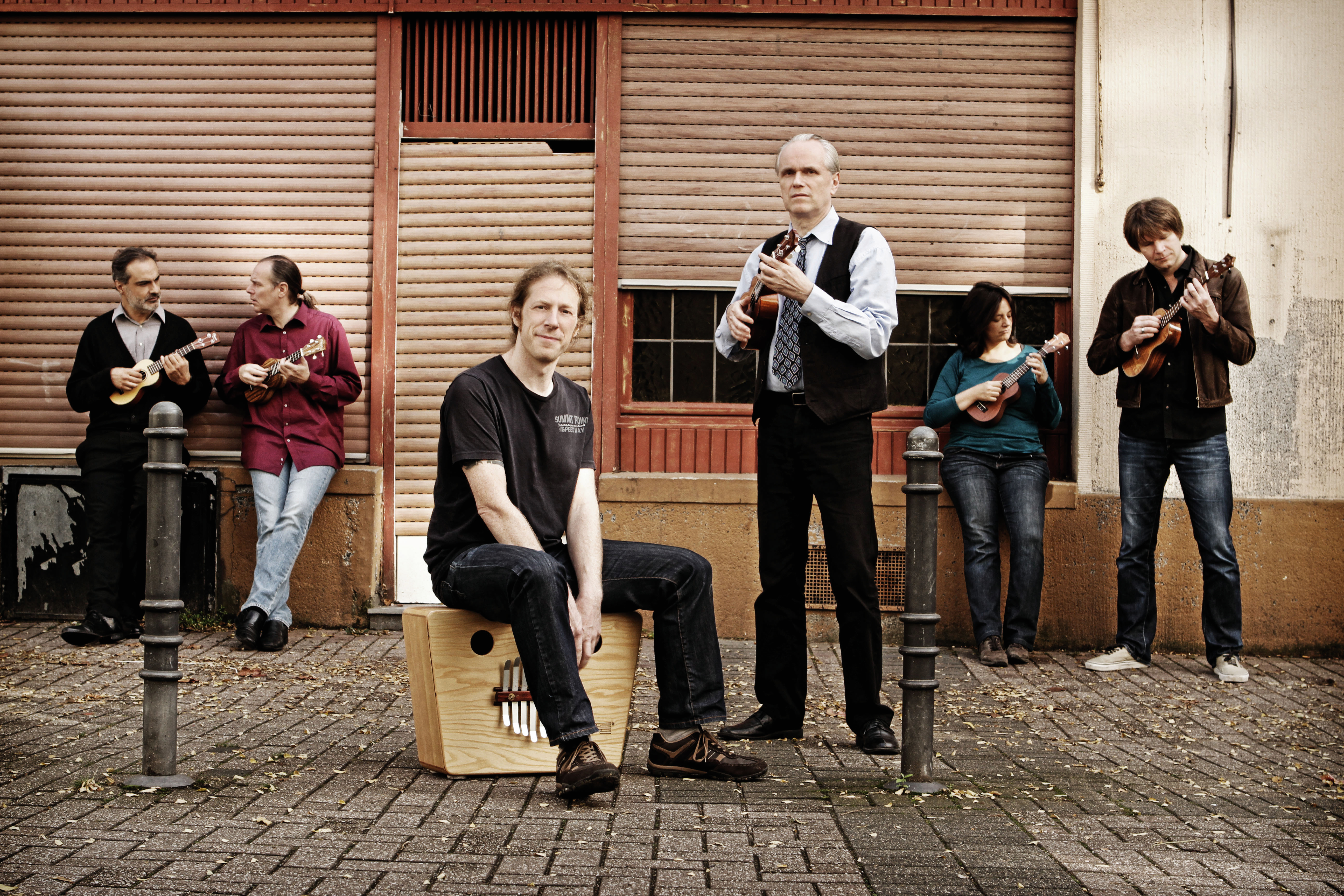
CQ – Cologne Contemporary Ukulele Ensemble (2013)

- 1. Bremer Ukulelenorchester, ursprünglich 2011 in Bremen für die einmalige Teilnahme an einem Konzert gegen Rechts gegründetes Ukulele-Orchester, das sich als inzwischen 30-köpfige Gruppe zu einem festen Bestandteil der Bremer Musikszene entwickelt hat[1]
- 1. Husumer Ukulele Orchester, 2010 gegründete, siebenköpfige Ukulele-Gruppe aus Husum, die eine Mischung aus Pop, Folk und Jazz spielt[2]
- 11. närrisches Ukulelenorchester, 2014 gegründet, setzt sich aus acht Musikern aus dem südhessischen Main-Taunus-Kreis zusammen. Die Musikstücke reichen von Rock'Roll, Country, Shantys, Blues, Balladen und auch Schlagern, die meistens mit einem eigenen (hessischen) Text arrangiert werden. Im Januar 2019 ist das Orchester im Hessischen Rundfunk bei „Hessen lacht zur Fassenacht“ aufgetreten.[3]
- CQ – Cologne Contemporary Ukulele Ensemble, 2013 gegründetes Ukulele-Ensemble aus Köln, das sich der Neuen Musik widmet[4]
- Endow County Ukulele Orchestra (deutsch: ‚Stiftland Ukulele-Orchester‘), fünfköpfige Ukulele-Gruppe aus dem Landkreis Tirschenreuth in der Oberpfalz, mit zahlreichen Konzerten in ganz Bayern[5][6]
- First Ukulele Band Filsbach, siebenköpfige Ukulele-Band aus Mannheim-„Filsbach“, mit einer Vielzahl von Auftritten in der Region Mannheim[7][8]
- Ukulele Fever Band, 2012 gegründete Ukulele-Band aus Regensburg, mit einer Vielzahl von Auftritten in der Region Regensburg[9][10]
- Ulla & die Vielsaitigen aus Rotenburg/Wümme, gegründet 2018, neunköpfiges Orchester mit abwechslungsreichem Repertoire aus den Genres Pop, Folk, Oldies, Blues, Swing und Filmmusik
- Ukulelenorchester Dorfen, 2018 gegründet. Auftritte in Dorfen und Umgebung. Hervorgegangen aus einer Schülergruppe des Gymnasiums Dorfen.[11]
- Ukulissimo, Ukulelenorchester aus Coburg, gegründet 2022, Auftritte in der Region Ober- und Unterfranken[12][13]

### Hawaii
- Royal Hawaiian Ukulele Band

### Kanada
- Langley Ukulele Ensemble[14]

### Neuseeland

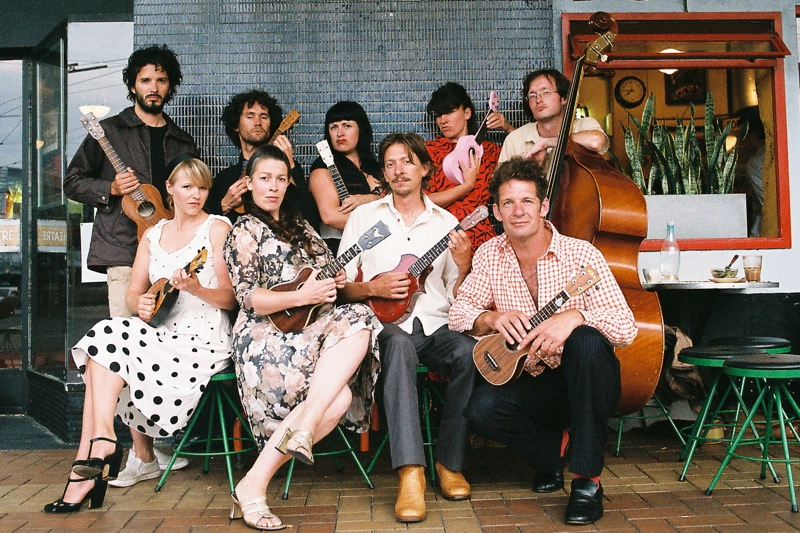
Wellington International Ukulele Orchestra (2008)

- Wellington International Ukulele Orchestra (WIUO)[15]

### Schweden
- Tobbes Ukuleleorkester[16]

### USA
- New York Ukulele Ensemble[17]
- Uke Til U Puke[18]

### Vereinigtes Königreich
- The Ukulele Orchestra of Great Britain
- The United Kingdom Ukulele Orchestra (TUKUO)